# 王建兵
王建兵（1983年7月14日—），甘肃省天水人，中华人民共和国劳工活动家。自2014年起从事多项公益事业，包括促进残疾人权利、职业病人权利、促进青年教育和农村发展等。2024年6月14日，王建兵因“煽动颠覆国家政权罪”被广州市中级人民法院判处三年六个月有期徒刑，被剥夺政治权利三年，没收个人财产五万元人民币。